# وليم روان هاملتون
السيد ويليام روان هاميلتون (4 أغسطس/آب 1805 في دبلن - 2 سبتمبر/أيلول 1865 بالقرب من دبلن) كان فيزيائيا ورياضياتيا أيرلنديا. أصبح معروفا من خلال إسهاماته في الميكانيكا وكواتيرنيون.
درس ويليام الرياضيات في دبلن، وأصبح عام 1827 قبل نهاية دراسته أستاذا في علم الفلك. كما أصبح «الفلكي الملكي» في إيرلندا.
اهتم هاملتون في السنوات الأوائل بدراسة إصدار الأنطمة للأشعة وعلم البصريات. وقام بنشر عدة بحوث علمية في هذا المجال، ثم قام في عامي 1834 و1835 بنشر صياغته للميكانيكا، تلك الصياغة التي تعرف حتى وقتنا هذا والمعروفة باسمه وتستخدم لدراسة الميكانيكا الكلاسيكية، حتى أنها تطبق أيضا على الأنظمة الكمومية في ميكانيكا الكم. اهتم كذلك بالأعداد المركبة وقام بتطويرها تطويرا هائلا حتى أننا نطبقها في وقتنا الحاضر في مجال رسومات الحاسوب.

## اقرأ أيضا
- هاملتوني (ميكانيكا الكم)

## روابط خارجية
- وليم روان هاملتون على موقع الموسوعة البريطانية (الإنجليزية)
- وليم روان هاملتون على موقع إن إن دي بي (الإنجليزية)